# قومية
القومية (بالإنجليزية: Nationalism)‏ هي نظام سياسي واجتماعي واقتصادي يتميز بتعزيزه مصالح أمة معينة، وخاصة بهدف الكسب والحفاظ على الحكم الذاتي، أو السيادة الكاملة، على وطن الجماعة. وبالتالي، فإن الإيديولوجية السياسية ترى أن على الأمة أن تحكم نفسها، بعيداً عن التدخل الخارجي غير المرغوب فيه، وترتبط بمفهوم تقرير المصير. وتهدف القومية أيضاً نحو التطوير والحفاظ على الهوية الوطنية القائمة على الخصائص المشتركة مثل الثقافة واللغة والإثنية والدين والأهداف السياسية أو الاعتقاد في السلف المشترك. ولذلك تسعى القومية إلى الحفاظ على ثقافة الأمة. وكثيراً ما ينطوي أيضاً على الشعور بالفخر بإنجازات الأمة، ويرتبط ارتباطاً وثيقاً بمفهوم الوطنية. في بعض الحالات، تشير القومية إلى الاعتقاد بأن الأمة يجب أن تكون قادرة على السيطرة على الحكومة وجميع وسائل الإنتاج.
من وجهة نظر سياسية أو اجتماعية، هناك ثلاثة نماذج فكرية رئيسية لفهم أصول وأساس القومية.
- النموذج الأول؛ المعروف باسم البدائية أو المعمرة، يرى القومية كظاهرة طبيعية. وهي ترى أنه على الرغم من أن مفهوم الأمة قد يكون حديث العهد، غير أن الأمم كانت موجودة دائما.
- والنموذج الثاني؛ هو الإثنوسيمبولية، وهو منظور معقد يسعى إلى تفسير القومية من خلال سياقه على مر التاريخ كظاهرة دينامية وتطورية وبمواصلة دراسة قوة القومية نتيجة لروابط الدولة الذاتية بالرموز الوطنية المشبعة بالمعنى التاريخي.
- النموذج الثالث؛ والأكثر هيمنة هو الحداثة، التي ترى القومية كظاهرة حديثة تحتاج إلى الظروف الهيكلية للمجتمع الحديث كي تخرج للوجود.[3]

هناك تعاريف مختلفة لماهية تشكل أمة، الأمر الذي يؤدي إلى عدة فروع قومية مختلفة. ويمكن أن يكون الاعتقاد بأن المواطنة في دولة يجب أن تقتصر على مجموعة إثنية، ثقافية، دينية أو هوية واحدة، أو أن تعدد الجنسيات في دولة واحدة يجب أن يتضمن بالضرورة الحق في التعبير عن الهوية الوطنية وممارستها حتى من قبل الأقليات. وقد كان اعتماد الهوية الوطنية من حيث التطور التاريخي عادة نتيجة استجابة الجماعات المؤثرة غير الملباة بالهويات التقليدية بسبب عدم الاتساق بين نظامها الاجتماعي المحدد وخبرة هذا النظام الاجتماعي من جانب أعضائها، مما أدى إلى حالة من الشذوذ التي يسعى القوميون إلى حلها. ويؤدي هذا الشذوذ في مجتمع أو مجتمعات إلى إعادة تفسير الهوية، والاحتفاظ بالعناصر التي تعدّ مقبولة وإزالة العناصر التي تعدّ غير مقبولة، لخلق مجتمع موحد. وقد يكون هذا التطور نتيجة لقضايا هيكلية داخلية أو نتيجة استياء من جانب مجموعة أو مجموعات قائمة تجاه مجتمعات أخرى، ولا سيما القوى الأجنبية التي تعدّ من شأنها السيطرة عليها. القومية تعني التفاني للأمة. إنه شعور يربط الناس معاً. والرموز والأعلام الوطنية، والأناشيد الوطنية، واللغات الوطنية، والخرافات الوطنية وغيرها من رموز الهوية الوطنية ذات أهمية كبيرة في القومية.

## مصطلح
«قوم» باللغة العربية في قاموس المعجم الوسيط: الجماعةُ من النَّاس تجمعهم جامعة يقومون لها، جماعة من الناس تربطهم وحدة اللغة والثقافة والمصالح المشتركة، { كَذَّبَتْ قَبْلَهُمْ قَوْمُ نُوحٍ وَعَادٌ }، { لاَ يَسْخَرْ قَومٌ مِنْ قَوْمٍ }
في اللغة الإنجليزية استخدمت كلمة nation «أمة، قوم» قبل عام 1800 في أوروبا للإشارة إلى سكان بلد ما وكذلك إلى الهويات الجماعية التي يمكن أن تشمل التاريخ المشترك، والقانون، واللغة، والحقوق السياسية، والدين والتقاليد، بمعنى أنها أقرب إلى المفهوم الحديث.
Nationalism والقومية بالإنجليزية والعربية كلاهما حديثين، في اللغة الإنجليزية، يعود هذا المصطلح إلى عام 1844، على الرغم من أن هذا المفهوم قديم. أصبح مهما في القرن التاسع عشر. أصبح هذا المصطلح سلبيا بشكل متزايد في دلالاته بعد عام 1914. تلاحظ غليندا سلوغا أن «القرن العشرين، كان فترة مخيبة للأمال جدا للقومية، كان أيضًا العصر العظيم للعولمة». في اللغة العربية ظهر المصطلح مع القومية العربية، وكثيرا ما يتم الخلط بينه وبين مصطلح إثنية.

## تاريخ

ظهرت "أعلام" نمو الهويات القومية حول العالم من خلال طرقٍ رمزية متنوعة، بما في ذلك اعتماد علم وطني. يظهر في الصورة علم اتحاد المملكة المتحدة التي أنشئت حديثا عام 1801، وتشكلت عن اتحاد كل من إنجلترا وويلز واسكتلندا وشمال أيرلندا واجتماع أعلامها (باستثناء علم ويلز).

كانت القومية تمثل جانبا متكررا من الحضارات منذ العصور القديمة، على الرغم من أن الإحساس الحديث بالاستقلال السياسي الوطني وتقرير المصير كان رسميا في أواخر القرن الثامن عشر. أمثلة على الحركات القومية يمكن العثور عليها على مر التاريخ، مثل عودة ظهور الثقافة الفارسية خلال الفترة الساسانية في بلاد فارس، إلى عودة ظهور الثقافة اللاتينية في الإمبراطورية الرومانية الغربية خلال 4 والقرون الخامسة، فضلا عن العديد من القوميات الأخرى. في العصر الحديث، يمكن ملاحظة الأمثلة في ظهور القومية الألمانية كرد فعل ضد السيطرة النابليونية في ألمانيا كاتحاد الراين في حوالي 1805-14. ليندة كولي في بريطانيا، تزوير الأمة 1707-1837 (مطبعة جامعة ييل، 1992) تستكشف كيف ظهر دور القومية حوالي 1700 وتطورت في بريطانيا وصلت إلى الشكل الكامل في عقد 1830. يبدأ مؤرخو القومية في أوروبا عادة بالثورة الفرنسية (1789)، ليس فقط لتأثيرها على القومية الفرنسية بل أكثر لتأثيرها على الألمان والإيطاليين والمثقفين الأوروبيين. ويرى بعض المؤرخين أن الثورة الأمريكية شكل مبكر من أشكال القومية الحديثة.
بسبب الثورة الصناعية، حدث ظهور لاقتصاد متكامل ليشمل الأمة والمجال العام الوطني، حيث بدأ الشعب البريطاني بتعريف هويتهم مع البلد ككل، بدلا من وحدات أصغر من على محافظة أو بلدة أو العائلة. نشأت بداية القومية الوطنية الشعبية في منتصف القرن الثامن عشر، وقد روجت بنشاط من قبل الحكومة البريطانية والكتاب والمثقفين في ذلك الوقت. فالقوائم الوطنية، والنشيدات، والخرافات، والأعلام، والروايات، شيدت بشكل قاطع من قبل القوميين واعتمدت على نطاق واسع. اعتمد جاك الاتحاد في عام 1801 باعتباره الوطني. ألف توماس آرني الأغنية الوطنية «القاعدة، بريتانيا!» في عام 1740، واخترع رسام الكاريكاتير جون أربوثنوت شخصية جون بول كتجسيد للروح الوطنية الإنجليزية في عام 1712.
وقد أدت التشنجات السياسية في أواخر القرن الثامن عشر المرتبطة بالثورات الأمريكية والفرنسية إلى زيادة النفوذ الواسع النطاق للقومية الوطنية.

### القرن التاسع عشر
التطور السياسي للقومية والدفع نحو السيادة الشعبية بلغت ذروتها مع الثورات الإثنية/ القومية (الوطنية) في أوروبا. خلال القرن التاسع عشر أصبحت القومية واحدة من أهم القوى السياسية والاجتماعية في التاريخ. يتم سردها عادة كأحد الأسباب الرئيسية للحرب العالمية الأولى.
لعبت غزوات نابليون في الولايات الألمانية والإيطالية حوالي عام 1800-06 دورا رئيسيًا في تحفيز القومية والمطالب بالوحدة الوطنية.

#### اليونان
كان الدافع اليوناني للاستقلال عن الإمبراطورية العثمانية في عشرينيات وثلاثينيات القرن التاسع عشر مصدر إلهام في جميع أنحاء أوروبا المسيحية، وخاصة في بريطانيا. تدخلت فرنسا وروسيا وبريطانيا بشكل حاسم لضمان نجاح هذا المسعى القومي.

### القرن العشرين

#### أفريقيا

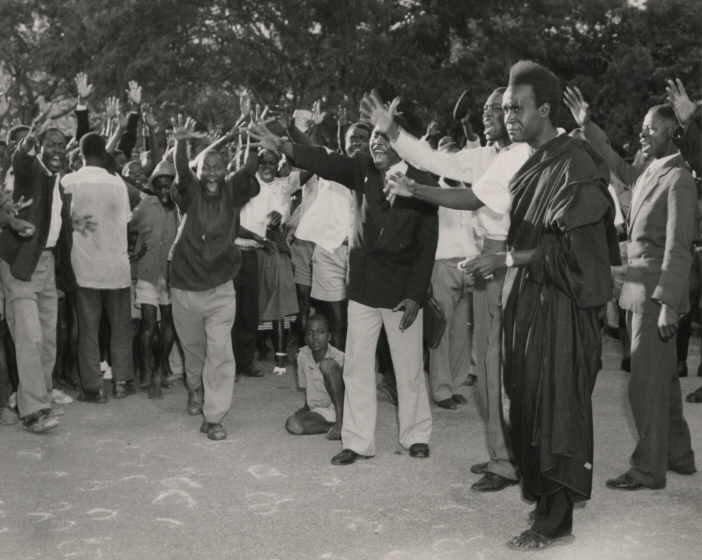
كان كينيث كاوندا أحد القادة السياسيين المناهضين للاستعمار من زامبيا، يظهر هنا في الصورة ضمن تجمع شعبي برودسيا الشمالية (وتدعى الآن زامبيا) عام 1960

في ثمانينيات القرن التاسع عشر، تقاسمت القوى الأوروبية جميع أفريقيا تقريباً (باستثناء إثيوبيا وليبيريا اللتان ظلتان مستقلتين). وحكمت هذه القوى حتى بعد الحرب العالمية الثانية عندما نمت قوى القومية أقوى بكثير. في الخمسينات والستينات أصبحت الأراضي الاستعمارية دول مستقلة. كانت العملية سلمية في العادة، لكن كانت هناك عدة حروب أهلية دموية مريرة، كما حصل في الجزائر، وكينيا وأماكن أخرى. عبر أفريقيا، استندت القومية إلى المهارات التنظيمية التي تعلمها السكان الأصليون في الجيش البريطاني والفرنسي وجيوش أخرى في الحروب العالمية. أدى ذلك إلى منظمات لم تكن خاضعة لسيطرة أو صدق من قبل القوى الاستعمارية وليس هياكل السلطة المحلية التقليدية التي كانت تتعاون مع القوى الاستعمارية. بدأت المنظمات القومية في تحدي الهياكل الاستعمارية التقليدية والجديدة على حد سواء، وفي النهاية شردتها. سيطر قادة الحركات القومية عندما خرجت السلطات الأوروبية. العديد من حكم لعقود أو حتى ماتوا. وشملت هذه الهياكل المنظمات السياسية والتعليمية والدينية وغيرها من المنظمات الاجتماعية. في العقود الأخيرة، خاضت العديد من الدول الإفريقية انتصار وهزيمة الحماسة القومية، وتغيرت في عملية موقع سلطة الدولة المركزية والدولة الموروثة.
كانت جنوب أفريقيا، وهي مستعمرة بريطانية، استثنائية من حيث أنها أصبحت مستقلة فعليا بحلول عام 1931. من عام 1948 إلى عام 1994، كان يسيطر عليها القوميين الأفريكانيين البيض الذين ركزوا على الفصل العرقي وحكم الأقلية البيضاء المعروف رسميا باسم أبارتايد. قاتلتهم الحركة القومية السوداء حتى تحقق المؤتمر الوطني الإفريقي في عام 1994 وتم انتخاب نيلسون مانديلا رئيسًا.

#### الشرق الأوسط

كان علم الثورة العربية رمزا لمقاومة احتلال الدولة العثمانية خلال الحرب العالمية الأولى في مطلع القرن العشرين، وقد أصبح حاليا مع الألوان المستخدمة فيه رمزا للقومية العربية حيث اعتمدته كثير من البلدان الناطقة بالعربية.

ظهرت القومية العربية، وهي حركة نحو تحرير العرب خلال القرن التاسع عشر، مستوحاة من حركات الاستقلال الأخرى في القرنين الثامن عشر والتاسع عشر. ومع تراجع الإمبراطورية العثمانية وتوطيد الشرق الأوسط من قبل القوى العظمى في أوروبا، سعى العرب لتأسيس دولهم المستقلة التي يحكمها العرب وليس الأجانب. تأسست سوريا في عام 1920 ؛ اكتسبت إمارة شرق الأردن (لاحقاً الأردن) استقلالها تدريجياً بين عامي 1921 و 1946 ؛ تأسست المملكة العربية السعودية في عام 1932؛ وحققت مصر استقلالها تدريجيا بين عامي 1922 و 1952. تأسست الجامعة العربية عام 1945 لتعزيز المصالح العربية والتعاون بين الدول العربية الجديدة.
وبالتوازي مع هذه الجهود كانت الحركة الصهيونية التي ظهرت بين يهود أوروبا في القرن التاسع عشر. بدأ اليهود منذ عام 1882، ومعظمهم من أوروبا، بالهجرة إلى فلسطين العثمانية بهدف إقامة وطن يهودي جديد. وقد توج هذا الجهد بإعلان دولة إسرائيل في عام 1948. وبما أن هذه الحركة تعارضت مع اعتقاد القوميين العرب بأن فلسطين جزء من الأمة العربية، فإن الدول العربية المجاورة شنت غزوا للمطالبة بالمنطقة. كان الغزو ناجحًا جزئياً فقط وأدى إلى عقود من الصدامات بين الإيديولوجيات القومية العربية واليهودية.
لم تعرف القومية، نظرياً، بمعناها الحديث إلا في نهاية القرن الثامن عشر وتطورت في القرن التاسع عشر لدرجة إنشاء دول على أساس الهوية القومية.
قبل ولادة عصر القوميات بنيت الحضارة على أساس ديني لا قومي، وسادت لغات مركزية مناطق أوسع من أصحاب اللغة. مثلاً، كانت الشعوب الأوروبية تنضوي تحت الحضارة المسيحية الغربية وكانت اللغة السائدة في الغرب هي اللغة اللاتينية. بينما سادت في الشرقين الأدنى والأوسط، الحضارة الإسلامية واللغة العربية. وفي عصر النهضة تبنت أوروبا اللغة اليونانية القديمة والحضارة الرومانية. بعد ذلك احتلت الحضارة الفرنسية المكان الأول لدى الطبقة المثقفة في أوروبا كلها. ومنذ نهاية القرن الثامن عشر فقط، أصبح المنظار إلى الحضارة هو المنظار القومي، وأصبحت اللغة القومية وحدها هي لغة الحضارة للأمة لا سواها من اللغات الكلاسيكية أو من لغات الشعوب الأكثر حضارة.
هناك تعريفات ونظريات عدة لمفهوم القومية، أبرزها ثلاث نظريات:
القومية على أساس وحدة اللغة: وتسمى النظرية الألمانية بسبب المفكرين الألمان الذين كانوا أول من أشار إليها. ويستند أنصار الوحدة اللغوية إلى مثل الوحدة الألمانية والإيطالية واستقلال بولونيا. وفي المقابل قامت اللغة بدور أساسي في انهيار الدولة العثمانية والامبراطورية النمساوية، فانفصلت عن الأولى كل الشعوب التي لا تتكلم التركية وعن الثانية كل الشعوب التي لا تتكلم الألمانية.
القومية على أساس وحدة الإرادة (مشيئة العيش المشترك): أول من دعا إليها إرنست رينان في محاضرته الشهيرة في السوربون سنة 1882، بعنوان «ما هي الأمة»؟. تقول النظرية أن الأساس في تكوين الأمة هو رغبة ومشيئة الشعوب في العيش المشترك، بجانب التراث والتاريخ.
القومية على أساس وحدة الحياة الاقتصادية: تقف الماركسية على رأس هذا التوجه. ترى هذه النظرية أن المصالح الاقتصادية والتماسك الاقتصادي تكون أقوى الأسس في وحدة الأمة.

## علوم سياسية
العديد من العلماء السياسيين وضعوا نظرية حول أسس الدولة القومية الحديثة ومفهوم السيادة. مفهوم القومية في العلوم السياسية مستمد من هذه الأسس النظرية. وضع الفلاسفة أمثال ميكيافيللي ولوك وهوبز وروسو الدولة على أنها نتيجة «العقد الاجتماعي» بين الحكام والأفراد. يقدم ويبر التعريف الأكثر استخدامًا للدولة، «ذلك المجتمع البشري الذي يدعي بنجاح إدانة احتكار العنف الجسدي الشرعي داخل إقليم معين». [81] وفقا لبنديكت أندرسون، فإن الدول هي «المجتمعات المتخيلة»، أو المؤسسات المبنية اجتماعيا.
لاحظ الكثير من العلماء العلاقة بين بناء الدولة والحرب والقومية. يعتقد كثير من العلماء أن تطور القومية في أوروبا (ومن ثم الدولة القومية الحديثة) كان بسبب خطر الحرب. «التهديدات الخارجية لها تأثير قوي على القومية لأن الناس يدركون بطريقة عميقة أنهم يتعرضون للتهديد بسبب من هم كأمة؛ إنهم مجبرون على الاعتراف بأنهم فقط كأمة يمكنهم هزيمة التهديد بنجاح». مع تزايد التهديدات الخارجية، تزداد قدرات الدولة الاستخراجية. يجادل جيفري هيربست بأن عدم وجود تهديدات خارجية للبلدان في أفريقيا جنوب الصحراء، بعد الاستقلال، يرتبط بضعف الدولة القومية وقدرة الدولة. يقول باري بوزن إن القومية تزيد من شدة الحرب، وأن تلك الدول تتعمد الترويج القومية بهدف تحسين قدراتهم العسكرية.

## علم الاجتماع
إن التفسير الاجتماعي أو الحداثي للقومية وبناء الأمة يجادل بأن القومية تنشأ وتزدهر في المجتمعات الحديثة التي لديها اقتصاد صناعي قادر على الاستدامة الذاتية، وهي سلطة عليا مركزية قادرة على الحفاظ على السلطة والوحدة، ولغة مركزية يفهمها المجتمع من الناس. يلاحظ النظريون الحداثيون أن هذا ممكن فقط في المجتمعات الحديثة، بينما تفتقر المجتمعات التقليدية عادة إلى المتطلبات الأساسية للقومية. فهم يفتقرون إلى اقتصاد مستدام ذاتي حديث، ولديهم سلطات مقسمة، ويستخدمون لغات متعددة مما يؤدي إلى عدم قدرة العديد من المجموعات على التواصل مع بعضهم البعض.
ومن بين المنظرين البارزين الذين طوروا التأويل الحداثي للأمم والقومية: كارلتون جيه هايز، وهينري مين، وفرديناند تونيس، رابندراناث طاغور، إميل دوركهايم، ماكس ويبر، أرنولد جوزيف توينبي وتالكوت بارسونز.
أشار هنري ماين في تحليله للتغيرات التاريخية وتطور المجتمعات البشرية إلى التمييز الأساسي بين المجتمعات التقليدية التي تم تعريفها على أنها مجتمعات «مركزية» تقوم على الارتباط الأسري والأدوار المنتشرة وظيفيًا للأفراد. تم تعريف المجتمعات الحديثة على أنها مجتمعات «تعاقدية» حيث يتم تحديد العلاقات الاجتماعية من خلال العقود المنطقية التي يقوم بها الأفراد لتعزيز مصالحهم. رأى مين تطور المجتمعات على أنها الابتعاد عن مجتمعات المكانة التقليدية إلى المجتمعات التعاقدية الحديثة.
حدد فرديناند تونيس في كتابه "Gemeinschaft und Gesellschaft" (1887) مجموعة من الأحاسيس (الجيمناتشفت) على أنها ترتكز على ارتباطات عاطفية كما تُنسب إلى المجتمعات التقليدية، في حين تُعرّف Gesellschaft (المجتمع) كمجتمع غير شخصي حديث. وفي الوقت الذي اعترف فيه بمزايا المجتمعات الحديثة، فإنه انتقدهم أيضا بسبب طبيعتهم الباردة وغير الشخصية التي تسببت في الاغتراب بينما كانوا يشيدون بحميمية المجتمعات التقليدية.
امتدت إميل دوركهايم بعد الاعتراف بتونين بالاغتراب، وحددت الاختلافات بين المجتمعات التقليدية والحديثة على أنها بين مجتمعات قائمة على «التضامن الميكانيكي» مقابل المجتمعات القائمة على «التضامن العضوي». حددت دوركهايم التضامن الميكانيكي على اعتبار أن العرف والعادة والقمع كان ضروريًا للحفاظ على وجهات النظر المشتركة. حددت دوركهايم المجتمعات القائمة على التضامن العضوي كمجتمعات حديثة حيث يوجد تقسيم للعمل على أساس التمييز الاجتماعي الذي يسبب الاغتراب. زعم دورخيم أن الاندماج الاجتماعي في المجتمع التقليدي يتطلب ثقافة استبدادية تشمل قبول نظام اجتماعي. ادعى دوركهايم أن المجتمع الحديث يقوم على التكامل فيما يتعلق بالمنافع المتبادلة لتقسيم العمل، لكنه أشار إلى أن الطابع غير الشخصي للحياة الحضرية الحديثة تسبب في الاغتراب ومشاعر الشذوذ.
زعم ماكس ويبر أن التغيير الذي طور المجتمع والأمم الحديثين هو نتيجة صعود زعيم جذاب إلى السلطة في مجتمع يخلق تقاليد جديدة أو نظامًا قانونيًا منطقيًا ينشئ السلطة العليا للدولة. وقد لوحظ تصور ويبر للسلطة الكاريزمية كأساس للعديد من الحكومات القومية.

## أنواع
ناقش المؤرخون وعلماء الاجتماع وعلماء الأنثروبولوجيا أنماطا مختلفة من القومية منذ ثلاثينيات القرن العشرين على الأقل. بشكل عام، كانت الطريقة الأكثر شيوعا لتصنيف القومية هي وصف الحركات بأنها ذات خصائص قومية «مدنية» أو «إثنية». هذا التمييز كان شائعا في الخمسينات من قبل هانز كوهن الذي وصف القومية «المدنية» بأنها «غربية» وأكثر ديمقراطية بينما وصف القومية «الإثنية» بأنها «شرقية» وغير ديمقراطية. منذ ثمانينيات القرن العشرين، أشار علماء القومية إلى العديد من العيوب في هذا التقسيم الصارم واقترحوا تصنيفات أكثر تحديدًا وأنواعًا عديدة.

### القومية الإثنية
القومية الإثنية، والمعروفة أيضا باسم إثنو-قومية، هي شكل من أشكال القومية حيث يتم تعريف «الأمة» من حيث الإثنية. يتمثل الموضوع الرئيسي للقوميين الإثنيين في أن «الأمم تتحدد بتراث مشترك، والذي عادةً ما يتضمن لغة مشتركة، وعقيدة مشتركة، وسلف إثني مشترك». كما يتضمن أفكارا عن ثقافة مشتركة بين أعضاء المجموعة ومع أسلافهم. ومع ذلك، فإنه يختلف عن التعريف الثقافي البحت «للأمة»، والذي يسمح للناس أن يصبحوا أعضاء في أمة عن طريق الاستيعاب الثقافي؛ ومن التعريف اللغوي البحت، الذي ينص على أن «الأمة» تتكون من جميع المتحدثين بلغة محددة.
في حين أن القومية بحد ذاتها لا تعني بالضرورة الإيمان بتفوق إثنية واحد أو بلد على الآخرين، يدعم بعض القوميين التفوق العرقي أو الحمائية.
وقد دفع المعاملة الرديئة والتمييز والإهانة الذي لاقته بعض الأقليات في الدول الضخمة متعددة الثقافات على غرار الإمبراطورية الألمانية والدولة العثمانية والإمبراطورية الروسية إلى تعريف القومية ليس على أساس هذه الدول بل على أساس مدى الولاء لثقافة الفرد المنتمي لهذه الأقلية ولا سيما اللغة والمعتقد الديني. ولم تحظى سياسات الاندماج القسري بشعبية تذكر.

## النزعة القومية

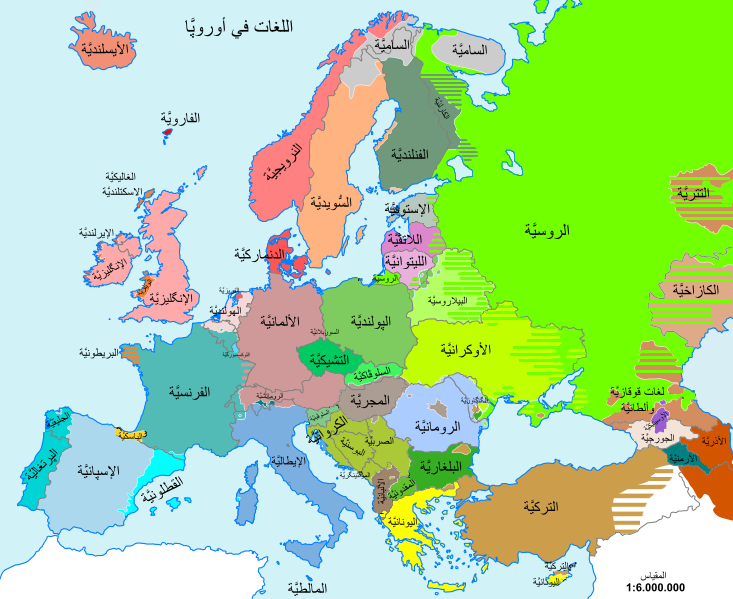
خريطة للتوزع الجغرافي للغات في أوروبا ويظهر من الخريطة وجود انطباق كبير بين الحدود السياسية للدول مع لغاتها الخاصة حيث ساهمت اللغات في زيادة النزعات القومية للشعوب ما أدى لقيام الدول القومية على القارة.

منذ استخدم جويسيبي ماتزيني الزعيم والسياسي القومي الإيطالي هذا المصطلح للمرة الأولى ـ نحو عام 1835ـ ومنذ تنبه المؤرخون والسياسيون لدلالته المهمة في الثقافة الغربية، احتل مفهوم القومية مكانة بارزة في الفكر السياسي والتاريخي والاجتماعي والثقافي، ولكن تناقض دلالته واختلاف الدور التاريخي والاجتماعي والفكري للنزعة القومية وللفكرة القومية نفسها هو ما يثير الاهتمام غالبًا. قال ماتزيني: إن القومية هي انتماء جماعة بشرية واحدة لوطن واحد شريطة أن يجمعها تاريخ مشترك ولغة واحدة في أرض هذا الوطن. وأضاف العلماء الألمان وعلى رأسهم هيردر في النصف الثاني من القرن التاسع عشر وحدة الثقافة النابعة من وحدة اللغة ووحدة مصادرالتأثير الروحى النابعة من الدين ومن التراث الثقافى الواحد في اللغة الواحدة ثم أضاف الماركسيون أسسًا أخرى للقومية أهمها وحدة التكوين النفسى ووحدة السوق الاقتصادية ولكن الدارسين المحدثين مثل (كوهن وكامينا وغيرهما) يكتفون عادة بوحدة اللغة التي تنبع منها وحدة الثقافة والتكوين النفسى ثم التاريخ المشترك الذي يخلق الانتماء ـ أو الشعور به ـ لأرض واحدة ومؤسسات اجتماعية وقضايا مشتركة. وفي خلال القرن التاسع عشر وحتى أوائل القرن العشرين ارتبطت النزعة القومية سياسيًّا بحركة التحرير والوحدة في البلدان الغربية التي كانت مقسمة مثل إيطاليا وألمانيا وبولندا ومثل شعوب ودول أوروبا التي كانت خاضعة للاحتلال العثماني أو للاحتلال الروسي أو النمساوي في شرق ووسط أوروبا. ولذلك فإن النزعة القومية ارتبطت بالنزعة الرومانتيكية في الأدب والفكر والفنون: التي كانت تمجد الحرية والبطولة الفردية والتخلص من قيود العصر القديم وتمجد التراث الشعبي كأصدق تعبير عن التلقائية وعن روح الشعوب وشخصيتها، كما ارتبطت أيضًا بالليبرالية السياسية والاقتصادية التي كانت تريد المساواة الدستورية بين كل الناس في كل الحقوق والواجبات. ولكن مع تطور المجتمعات الغربية ونضج الاستعمار ارتبطت القومية في الغرب بالمنافسات الشرسة بين الدول على القوة وعلى السيطرة وعلى الأسواق، بينما أصبحت النزعة القومية منذ أوائل القرن العشرين دافعًا قويا ـ أو الدافع الأقوى ـ لحركات التحرير الوطني في (المستعمرات) فيما أصبح يعرف (العالم الثالث) وانبعاث الثقافات الوطنية للشعوب ذات الجذور القديمة، في بلدان العالم الثالث مع نهاية الحرب العالمية الأولى تقريبًا، فكانت هذه النزعة وراء إحياء لغات هذه الشعوب وتجديدها ودعوتها للاهتمام بتراثها القديم الأدبى والفكرى والفنى والحضارى عمومًا، ووراء الاهتمام بمعرفة تاريخها وانتماءاتها الأصلية ووراء حركات التأصيل والارتباط بالجذور مع أو إلى جانب أو ضد حركات التحديث حسبما يفهم التحديث، وحسبما يطبق بوصفه تطويرًا للأصيل وتفاعلا مع عناصر قومية أخرى أكثر تطورًا، أو بوصفه تغريبًا، أي التخلي عن السمات الأصلية الموروثة واستعارة سمات الثقافات الغربية بدلا منها.
وفي بعض الحالات ارتبطت النزعة القومية بمحاربة النزعة العالمية (الكوزموبوليتانية) أو بمحاولة الاستفادة منها. وعلى ذلك خضعت هذه الحركات القومية الجديدة ـ وتجلياتها العديدة ـ لدراسات كثيرة في الغرب والشرق، وأضاف المفكرون المحليون إضافات محددة على النظرية التي ارتبطت بالقومية في علوم الاجتماع والنفس والثقافة. ولكنهم أضافوا تأملات تطبيقية غنية وخاصة في العالم العربي وأمريكا اللاتينية واليابان. أما الدراسات الغربية فقد عمدت على تشويه فكر القومية أساسًا، أو إلى اختلاق نزعات مضادة لها (طبقية أو أممية) أو إلى تحريض النزعات الدينية والطائفية والعرقية ضدها.

## القومية الغربية
يتسم التشكيل القومى في أوروبا الغربية، والولايات المتحدة، أنه ظهر في مرحلة لم يكن هناك تشكيلات قومية (بالمعنى الحديث) في آسيا وأفريقيا، تتحداه حضاريًّا أو عسكريًّا. وانطلاقًا من نماذج إدراكية اختزالية تتسم بدرجة عالية من التجانس والتحدُّد تكاد تقترب من الانغلاق على الذات. ويلاحظ أن صياغة رؤية الجماعات القومية في غرب أوروبا لنفسها قد استغرق وقتًا طويلا جدًّا تم أثناءه صهر (أو إبادة) أعضاء الأقليات الإثنية التي لا تنتمى للأسطورة القومية.
ثم ظهرت الاستعمارية، فزادت من تحدد الأسطورة ومن عدوانيتها وتجانسها وانغلاقها، وأضافت لها مقولات التفوق والنقاء العنصرى التي تختزل الآخر في عنصر واحد متدنى، حتى يمكن تحويله إلى مادة استعمالية. وحينما بدأت التشكيلات القومية في شرق أوروبا ووسطها أخذت طابعًا أكثر تطرفًا في صيغتها السلافية والجرمانية، حيث طرحت الفكرة القومية كانتماء عضوى يكاد يكون بيولوجيًّا.
وقد تمت الثورة القومية في الغرب تحت راية الطبقة المتوسطة وقيمها، وبخاصة الملكية الفردية والعقد الاجتماعى، وهي قيم انطلقت من مفهوم أن الفرد (وليس المجتمع أو الجماعة) هي نقطة الانطلاق ووحدة التحليل، وقد تم تخيُّل المجتمع على نمط السوق، علاقات خارجية بين أفرادها جوهرها هو العرض والطلب، والبيع بأغلى الأسعار والشراء بأقلها. وقد انعكس ذلك على مفهوم الفن والفنان، حيث ظهرت الصورة ذات الإطار (بدلا من الرسوم على حوائط الكنائس) كشكل فنى أساسي، فهذه الصورة تعبِّر عن رؤية فنان فرد يعرض فنه الذي يقتنيه من يستطيع شراءه وحسب.
وقد ترجم ذلك نفسه إلى رؤية للتاريخ تتسم بالتجانس والتحدد، تركز على أهمية ومركزية الغرب في العالم، وأهمية ومركزية كل ذات قومية ـ فمجَّد البريطانيون الذات البريطانية ومجد الألمان الذات الألمانية. وفي هذا الإطار ظهرت أسطورة الإنسان البدائي والإنسان غير المنطقى ولا عقلانية الشعوب المتخلفة. وعُزلت الحضارات بعضها عن البعض، وعُرِّف التاريخ بأنه ما هو مكتوب وحسب، ثم تم تقسيمه إلى فترات محدَّدة تتحرك نحو هدف حُدِّد مسبقًا يكون عادة هو تحقق الذات القومية الضيقة المتجانسة المحددة.

## الانتقادات
يجادل منتقدو القومية أنه غالبًا ما يكون من غير الواضح ما الذي يشكل «أمة» أو ما إذا كانت الأمة هي وحدة منطقية للحكم السياسي من الأساس. يرى القوميون أن حدود الأمة والدولة يجب أن تتشابه مع بعضها البعض، وبالتالي تميل القومية إلى معارضة التنوع الثقافي. يمكن أن تؤدي القومية أيضًا إلى الصراعات عندما تسعى أكثر من مجموعة قومية إلى السيطرة على إقليم معين أو منطقة معينة، باعتباره حقا لها.
يصف الفيلسوف أ. جرايلينج الأمم القومية بأنها تكوينات مصطنعة «حدودها مرسومة بدماء الحروب الماضية»، ويجادل بالقول «لا يوجد بلد على وجه الأرض ليس موطنًا لأكثر من ثقافة مختلفة ولكن متعايشة عادة. التراث الثقافي ليس هو نفسه الهوية الوطنية».
القومية هي تقسيمية بطبيعتها لأنها تبرز الاختلافات الملحوظة بين الناس، وتؤكد على تعريف الفرد نفسه من خلال أمته. فكرة القومية من المحتمل أن تكون استبدادية أيضًا لأنها تغمر الهوية الفردية داخل الكيان القومي، وتعطي النخب أو القادة السياسيين فرصًا محتملة للتلاعب بالجماهير أو السيطرة عليها. الكثير من المعارضة المبكرة للقومية كانت مرتبطة بمفهومها الجيوسياسي لدولة منفصلة لكل أمة. رفضت الحركات القومية الكلاسيكية في القرن التاسع عشر وجود إمبراطوريات متعددة الأعراق في أوروبا. إلا أنه حتى في تلك المرحلة المبكرة، كان هناك نقد أيديولوجي للقومية. وقد تطور ذلك إلى عدة أشكال من الأممية ومعاداة القومية. أنتجت صحوة القرن العشرين الإسلامية أيضًا نقدًا إسلامويًا للدولة القومية. (انظر الوحدة الإسلامية)
في نهاية القرن التاسع عشر، أنتج الماركسيون والاشتراكيون والشيوعيون الآخرون (مثل روزا لوكسمبورغ) تحليلًا سياسيًا ينتقد الحركات القومية التي كانت نشطة في أوروبا الوسطى والشرقية، على الرغم من أن مجموعة متنوعة من الاشتراكيين والشيوعيين المعاصرين الآخرين، مثل فلاديمير لينين (شيوعي) ويوزف بيسودسكي (اشتراكي) كانوا أكثر تعاطفا مع حق تقرير المصير القومي.
يميز جورج أورويل في مقالته الكلاسيكية حول الموضوع «القومية» عن «الوطنية»، والتي يعرّفها بأنها إخلاص لمكان معين، بينما القومية، بشكل أكثر تجريدية، هي «جوع للسلطة يخففه خداع الذات».
بالنسبة لأورويل، من المرجح أن يكون القوميون متأثرين بدوافع سلبية غير منطقية، حيث يقول:
"هناك على سبيل المثال التروتسكيون الذين أصبحوا ببساطة أعداء للاتحاد السوفيتي دون تكوين ولاء لأي وحدة أخرى. عندما يستوعب المرء تداعيات ذلك، تصبح طبيعة ما أعنيه بـ«القومية» أكثر وضوحًا. القومي هو الذي يفكر فقط، أو بشكل أساسي، في التنافس. قد يكون قومياً إيجابياً أو سلبياً - أي أنه قد يستخدم طاقته العقلية إما في التشجيع أو في التشويه - لكن على أي حال، فإن أفكاره تعمل دائمًا بمنطق الانتصارات والهزائم والإذلال. ويرى في التاريخ، لا سيما التاريخ المعاصر، صعود وهبوط لا نهاية لهما في وحدات القوى العظمى وكل حدث يحدث يبدو له كدليل على أن فريقه يتقدم وأن هناك منافسًا مكروهاً يتعرض للهزيمة. لكن في النهاية، من المهم عدم الخلط بين القومية ومجرد عبادة النجاح، فالقومى لا يتفق مع مبدأ الانضمام للجانب الأقوى. على العكس من ذلك، بعد أن اختار جانبه، فإنه يقنع نفسه بأنه الأقوى والقادر على التمسك بإيمانه حتى عندما تكون الحقائق ضده بأغلبية ساحقة."
في السياسة الليبرالية، هناك في الغالب موقف سلبي تجاه القومية كقوة خطيرة وسبب للصراع والحرب بين الدول القومية. كتب المؤرخ لورد أكتون حجة ضد «القومية باعتبارها جنون» في عام 1862. وقال إن القومية تقمع الأقليات، وتضع البلد في مكانة أهم من المبادئ الأخلاقية، وخاصة أنها تخلق ارتباطًا فرديًا خطيرًا بالدولة. ومع ذلك عارض أكتون الديمقراطية وكان يحاول الدفاع عن البابا من القومية الإيطالية. منذ أواخر القرن العشرين انقسم الليبراليون على نحو متزايد، حيث رأى بعض الفلاسفة مثل مايكل والزر وإشيا برلين وتشارلز تايلور وديفيد ميلر أن المجتمع الليبرالي يحتاج إلى أن يكون في دولة قومية مستقرة.
يركز النقد السلامي للقومية أيضًا على عنف الحركات القومية، والنزعة العسكرية المرتبطة بها، وعلى النزاعات بين الأمم المستوحاة من الجينغوية أو الشوفينية. تعتبر الرموز الوطنية في بعض البلدان غير مقبولة بسبب ارتباطها التاريخي بالحروب السابقة، وخاصة في ألمانيا. ينتقد السلامي البريطاني برتراند راسل النزعة القومية بسبب تقليصها قدرة الفرد على الحكم على السياسة الخارجية لأجداده. صرح ألبرت أينشتاين أن «القومية مرض صبياني. إنها حصبة البشرية».